# (10301) Kataoka
(10301) Kataoka (1989 FH) – planetoida z pasa głównego asteroid okrążająca Słońce w ciągu 3,37 lat w średniej odległości 2,25 j.a. Odkryta 30 marca 1989 roku.